# Maersk-Edinburgh-Klasse
Die Schiffe der Maersk-Edinburgh-Klasse, reedereiintern Pearl-Klasse, zählen zu den weltweit größten Containerschiffen  (2010).

## Geschichte
Die im Jahr 2007/08 georderte Baureihe wurde ab Juli 2010 von der südkoreanischen Werft Hyundai Heavy Industries abgeliefert. Auftraggeber der Baureihe ist die in Hamburg ansässige Rickmers-Gruppe. Als Charterer tritt die Reederei Maersk Line aus Kopenhagen auf. Auch die ab Ende 2009 an die Reederei CMA CGM gelieferten Schiffe der CMA-CGM-Christophe-Colomb-Klasse oder der MSC-Daniela-Klasse basieren auf dem gleichen Grundkonzept, sind aber beide breiter.
Fünf Schiffe der 13.830-TEU-Baureihe von CMA CGM wurden ab Anfang Juni 2010 mit der CMA CGM Christophe Colomb sowie fünf weiteren fast baugleichen 13.092-TEU-Schiffen von Maersk in einem sogenannten slow-steaming (englisch: langsamfahrend) Containerdienst von Europa nach Fernost eingesetzt. Der Beginn des Dienstes mit dem Kürzel FAL 5 bzw. AE8 war schon für den Sommer 2009 geplant, wurde aber aufgrund der Finanzkrise ab 2007 nicht realisiert. Er wird über die Häfen Le Havre, Hamburg, Rotterdam, Zeebrügge, Port Kelang, Singapur, Ningbo, Shanghai, Shenzhen-Yantian, Tanjung Pelepas, Port Kelang und zurück nach Le Havre führen. Ab 2010 wurden die Schiffe der Maersk-Edinburgh-Klasse in den FAL5/AE8-Fernost-Europadienst eingeführt.

### Zwischenfälle
Die Maersk Essen verlor im Januar 2021 während eines Sturms im Pazifik mindestens 750 Container. Weitere Container wurden beschädigt, gingen aber nicht über Bord.
Am 17. Februar 2021 verlor die Maersk Eindhoven vor der Küste Japans 260 Container. 65 weitere Container wurden beschädigt. Das Schiff befand sich auf dem Weg von Xiamen nach Los Angeles in schwerer See. Aufgrund eines kurzzeitigen Maschinenausfalls begann das Schiff stark zu rollen, was zum Verlust der Container führte. Es war der sechste derartige Zwischenfall im Nordpazifik innerhalb von zwei Monaten.

## Technik
Vordergründig ist zum einen die Größe der Doppelhüllenschiffe, sie zählten 2010 zu den größten Containerschiffen weltweit. Schiffbaulich auffallender sind aber eine Reihe von Innovationen und Details. So ist das Deckshaus, anders als bei der Mehrzahl der herkömmlichen Containerschiffen, weit vorn angeordnet, was einen verbesserten Sichtstrahl und somit eine höhere vordere Decksbeladung ermöglicht. An Deck sind insgesamt 22 40-Fuß-Bays (vor dem Deckshaus 8, dahinter 10 und hinter den Maschinenaufbauten 4) angeordnet, die bis zu 8 Container hoch und 19 nebeneinander beladen werden können. Unterhalb des Aufbaus sind unter anderem die Bunkertanks angeordnet, um die neuen MARPOL-Vorschriften zu erfüllen. Herausstechend ist auch die leistungsfähige Antriebsanlage mit dem so weit wie möglich achtern angeordneten Zweitakt-Diesel-Hauptmotortyp Hyundai-Wärtsilä 12RT-flex 96C (Sulzer-Design). Zur elektrischen Energieversorgung stehen fünf Dieselgeneratoren zu je 2700 kW und ein Notgenerator mit 300 kW zur Verfügung. Die Laderäume der Schiffe werden mit Pontonlukendeckeln verschlossen. Die Schiffe haben eine maximale Containerkapazität von 13.092 TEU, bei einem durchschnittlichen Containergewicht von vierzehn Tonnen verringert sich die Kapazität auf 9080 Einheiten. Weiterhin sind 800 Anschlüsse für Integral-Kühlcontainer vorhanden.

## Die Schiffe
| Maersk-Edinburgh-Klasse       | Maersk-Edinburgh-Klasse | Maersk-Edinburgh-Klasse | Maersk-Edinburgh-Klasse | Maersk-Edinburgh-Klasse | Maersk-Edinburgh-Klasse                                               | Maersk-Edinburgh-Klasse |
| Bauname                       | Baunummer               | IMO-Nummer              | Indienststellung        | Auftraggeber            | Umbenennungen und Verbleib                                            |                         |
| ----------------------------- | ----------------------- | ----------------------- | ----------------------- | ----------------------- | --------------------------------------------------------------------- | ----------------------- |
| Pearl Rickmers                | 2150                    | 9456757                 | Juli 2010               | Rickmers                | Maersk Edinburgh                                                      |                         |
| Ruby Rickmers                 | 2151                    | 9456769                 | Juli 2010               | Rickmers                | Maersk Emden                                                          |                         |
| Aqua Rickmers                 | 2152                    | 9456771                 | 16. August 2010         | Rickmers                | Maersk Eindhoven                                                      |                         |
| Coconee Rickmers              | 2153                    | 9456783                 | August 2010             | Rickmers                | Maersk Essen                                                          |                         |
| Leo Rickmers                  | 2170                    | 9458030                 | 18. Februar 2011        | Rickmers                | Maersk Edmonton                                                       |                         |
| Scorpio Rickmers*             | 2171                    | 9458078                 | 10. März 2011           | Rickmers                | Maersk Elba                                                           |                         |
| Tauro Rickmers*               | 2172                    | 9458080                 | 1. Juni 2011            | Rickmers                | Maersk Evora                                                          |                         |
| Libra Rickmers*               | 2173                    | 9458092                 | 22. Juli 2011           | Rickmers                | Maersk Essex                                                          |                         |
| Maersk Edison                 | S433                    | 9463011                 | 12. Januar 2011         | Zodiac Maritime         | Edison (2017)                                                         |                         |
| Maersk Erving                 | S434                    | 9463023                 | 2. März 2011            | Zodiac Maritime         | Erving (2017)                                                         |                         |
| Maersk Eubank                 | S435                    | 9463035                 | 30. März 2011           | Zodiac Maritime         | MSC Natasha (2018)                                                    |                         |
| Maersk Enfield                | S436                    | 9463047                 | 4. Mai 2011             | Zodiac Maritime         | CMA CGM Enfield (2012) → Maersk Enfield (2013) → MSC Emma (2018)      |                         |
| Maersk Effingham              | S437                    | 9463059                 | 15. Juni 2011           | Zodiac Maritime         | CMA CGM Effingham (2012) → Maersk Effingham (2014) → MSC Elisa (2018) |                         |
| * = nur reedereiinterner Name |                         |                         |                         |                         |                                                                       |                         |